# Giuseppe Cataldo
Giuseppe Maria Cataldo (Terrasini, 17 marzo 1837 – Pendleton, 9 aprile 1928) è stato un presbitero, missionario e gesuita italiano.

## Biografia
Nacque a Terrasini il 17 marzo 1837 nell'allora Regno delle Due Sicilie, il 22 dicembre del 1852 entrò nella Compagnia di Gesù e dal 1862 fu Istruttore di Grammatica al Collegio Massimo di Palermo, attuale Convitto nazionale Giovanni Falcone. Ordinato sacerdote nel 1862, dal 1863 iniziò il percorso missionario negli Stati Uniti nell'area Pacifico nord-occidentale e prestò servizio per le sue comunità di nativi americani. A causa di problemi di salute, fu mandato a Panama e in seguito al Santa Clara College di Santa Clara, in California. Dopo la guarigione, fu inviato a nord, presso gli indiani Spokane. In seguito fu superiore della missione delle Montagne Rocciose, che includeva gli Spokane. Apprese molte lingue native americane e scrisse uno dei primi libri in lingua Nez Perce. Fondò il Gonzaga College, oggi Università Gonzaga,  che aprì nel 1887 su un'area vicino a Spokane che  aveva acquistato anni prima e che divenne una delle principali università dello stato di Washington. Viaggiò per mezza America, per predicare, parlare, convertire e formare comunità cristiane, essendo interprete vigoroso del Vangelo in un contesto religioso, sociale, economico e culturale che comportava sfide coraggiose. La sua figura si collega alla conquista del West, alla storia dei cowboy e dei nativi americani. Fu infaticabile apostolo e pacificatore dei nativi delle Montagne Rocciose, il suo nome sopravvive nel ricordo delle tribù indiane da lui convertite al Cristianesimo e nella città che, per onorarlo, il Governo degli Stati Uniti ha intitolato a suo nome.
Cataldo fino a 90 anni servì il popolo Nez Perce a Slickpoo vicino a Kamiah, Idaho. Morì all'età di 92 anni nella riserva indiana di Umatilla, a est di Pendleton, Oregon, il 9 aprile 1928.